# IC 2197-2
IC 2197-2 — галактика типу C (компактна галактика) у сузір'ї Близнята.
Цей об'єкт міститься в оригінальній редакції індексного каталогу.